# Buëch
Der Buëch [bɥɛʃ] (im Oberlauf auch Grand Buëch [ɡʀɑ̃ bɥɛʃ]) ist ein Fluss in Frankreich, der in den Regionen Auvergne-Rhône-Alpes und Provence-Alpes-Côte d’Azur verläuft. Er entspringt in den Dauphiné-Voralpen im Dévoluy-Massiv, im Gemeindegebiet von Lus-la-Croix-Haute, im Ostabschnitt des Regionalen Naturparks Vercors und entwässert generell Richtung Süden. Oberhalb von Serres mündet der Zwillingsfluss Petit Buëch in den Grand Buëch. Ab hier führt der Fluss den Namen Buëch ohne Namenszusatz und mündet nach insgesamt rund 85 Kilometern bei Sisteron als rechter Nebenfluss in die Durance. Auf seinem Weg durchquert er die Départements Drôme, Hautes-Alpes und Alpes-de-Haute-Provence.
Die Landschaft des Buëchtals weist bereits einen Mittelmeercharakter auf.

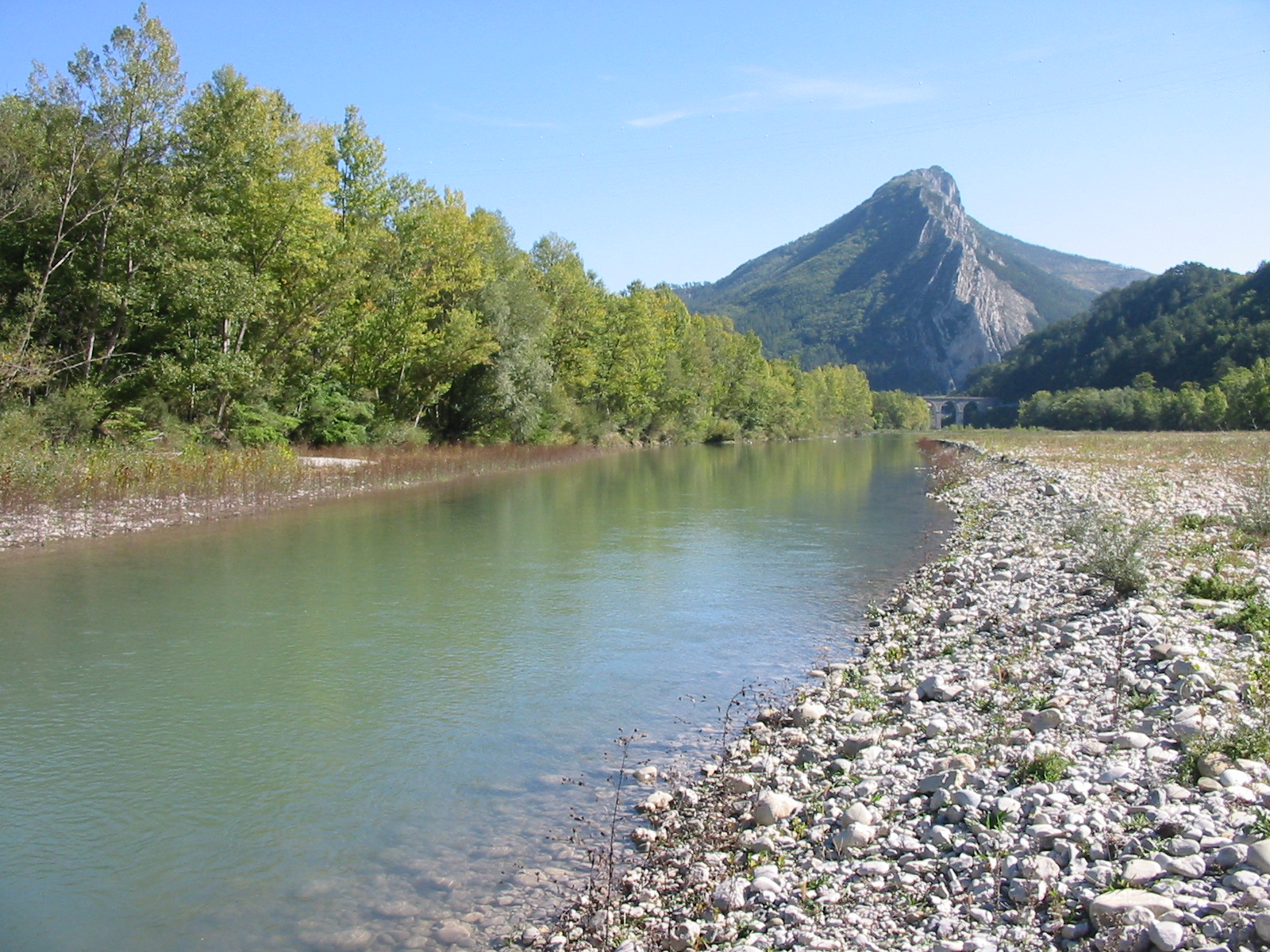
Der Buëch bei Sisteron

## Orte am Fluss
- Lus-la-Croix-Haute
- Aspres-sur-Buëch
- Serres
- Laragne-Montéglin
- Ribiers
- Sisteron